# 平成立石病院
平成立石病院（へいせいたていしびょういん）は、医療法人社団直和会が東京都葛飾区立石に設置する病院。救急告示病院、東京都災害拠点病院に指定されている。

## 診療科
- 耳鼻咽喉科

耳鼻咽喉科、救急外来以外の下記の外来診療科目は平成立石ペンギンクリニック（隣接）で行っている。
- 内科[1]
- 外科[1]
- 整形外科[1]
- 脳神経外科[1]
- 泌尿器科[1]
- 麻酔科[1]
- 形成外科[1]
- 皮膚科[1]
- 消化器病センター[1]
- 尿路結石破砕センター[1]
- 脳卒中センター[1]

## 医療機関の指定・認定
（下表の出典）
| 保険医療機関                                             | 原子爆弾被害者一般疾病医療取扱医療機関                                     |
| 労災保険指定医療機関                                     | 公害医療機関                                                               |
| 身体障害者福祉法指定医の配置されている医療機関           | 災害拠点病院（地域）                                                       |
| 生活保護法指定医療機関                                   | DPC対象病院                                                                |
| 結核指定医療機関                                         | 難病の患者に対する医療等に関する法律に基づく指定医の配置されている医療機関 |
| 難病の患者に対する医療等に関する法律に基づく指定医療機関 |                                                                            |

- 救急告示病院（二次救急）[4]
- 公益財団法人日本医療機能評価機構認定病院[5]

## 交通アクセス
- 京成立石駅・お花茶屋駅より徒歩11分[6]